# Mainz ostroma (1689)
Mainz 1689-es ostroma és visszafoglalása a pfalzi örökösödési háború (más néven az augsburgi liga háborúja) során folyt le, 1689. augusztus 8. és szeptember 8. között. A háború rajnai hadszínterén ez volt a legnagyobb szabású szárazföldi nyílt összecsapás a francia és a német-római császári haderők között.
A jól megerősített, korszerűen felszerelt mainzi birodalmi erődrendszert, amely a Rajna (nyugati) bal artján fekszik, a háború első heteiben XIV. Lajos francia király előrenyomuló csapatai menetből támadták meg. 1688 októberében Mainz védőinek parancsnoka szinte harc nélkül feladta a rábízott fontos erődöt. Nagyjából ugyanekkor esett el, súlyos ostrom árán a Birodalom másik fontos védműve, a philippsburgi erőd is. Mainz visszafoglalására a császári haditanács nagyszabású hadműveletet szervezett. A császár és a vele szövetséges német (bajor, szász, münsteri, brandenburgi és hannoveri) fejedelmek mintegy 100 000 főnyi haderőt vonultattak fel a Rajnához. A mainzi hadműveletet a török hadszíntérről visszarendelt Lotaringiai Károly herceg vezette, alárendelt parancsnokai között voltak Budavár 1686-os visszafoglalásának több más főszereplője is, így Maximilian Lorenz von Starhemberg gróf, tábornagy, II. Miksa Emánuel bajor választófejedelem és Savoyai Jenő herceg is. Az ostromot előkészítő támadás 1689 júniusában kezdődött, július közepén felvonult a birodalmi főerő, megkezdődött az ostromművek kiépítése. Augusztus 8-án az ostromtüzérség nekilátott a falak rendszeres rombolásának. A védők több rohamot visszavertek, véres kitörésekre is sor került. A francia felmentő sereg megkésve vonult fel. Az ostromlók szeptember 6-án általános rohamot indítottak, amelynek nyomán az erőd védői 1689. szeptember 8-án megadták magukat.

## Előzmények
1688-ban a Szent Liga háborúja a magyar Délvidéken folyt. A Habsburg Birodalom katonai erejének jelentős része Magyarországon volt lekötve. XIV. Lajost aggasztotta a császári hadak gyors térnyerése. Felmondta az 1684-es békeszerződést, 1688 szeptemberében csapatai bevonultak a Pfalzi Választófejedelemségbe, és elfoglalták a Rajna nyugati bal partján fekvő német területeket, bevették a kulcsfontosságú határvédő erődöket. Kirobbant a pfalzi örökösödési háború. 1688. szeptember 27-én a francia csapatok bekerítették Philippsburg erődjét, amelyet kis létszámú császári erő védett, Maximilian von Starhemberg tábornok parancsnoksága alatt. A 30 000 főnyi francia haderőt a trónörökös, Lajos királyi herceg (le Grand Dauphin, 1661–1711) vezette, a várostromot Vauban márki, hadmérnök–marsall irányította. Az ostrom október 1-jén kezdődött, egy hónapig tartó véres harc után a kimerült védők október 30-án szabad elvonulás fejében feladták a várat.
1688. október 15-én Louis-François de Boufflers marsall (1644–1711) 20 000 emberrel ostromgyűrűt vont a stratégiai fontosságú Mainz erődje köré. A nemrég korszerűsített és jelentősen megerősített erődrendszer hosszú ostromot is kiállt volna, de a védők parancsnoka, a pacifista Anselm hercegérsek (1622–1695) kapitulált. A „Birodalom kulcsa” csaknem egy évre francia kézre került. A franciák megszállták az erődrendszert, a védősereg parancsnoka Nicolas Chalon du Blé tábornok (1652–1730) lett, Uxelles és Cormatin márkija, aki később, a spanyol örökösödési háborúban Franciaország marsalljává lépett elő. A franciák a következő hónapokat Mainz erődítményeinek megerősítésére fordították.

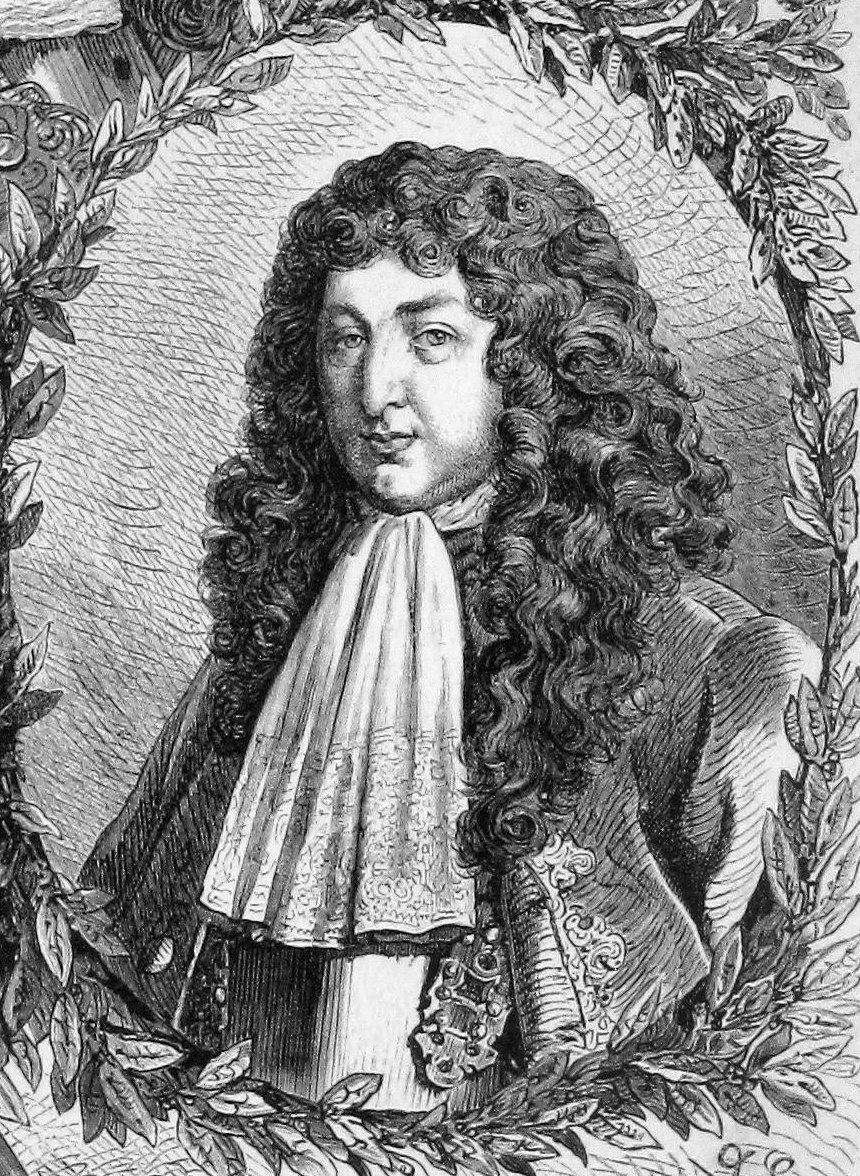
Lotaringiai Károly herceg
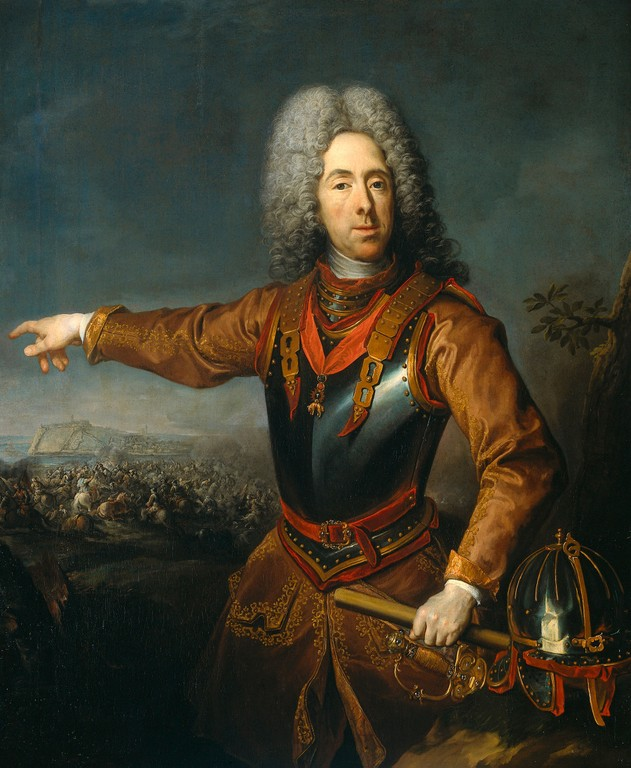
Savoyai Jenő herceg, altábornagy
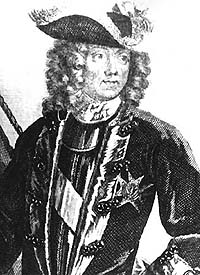
Nicolas Chalon du Blé, Uxelles és Cormatin márkija
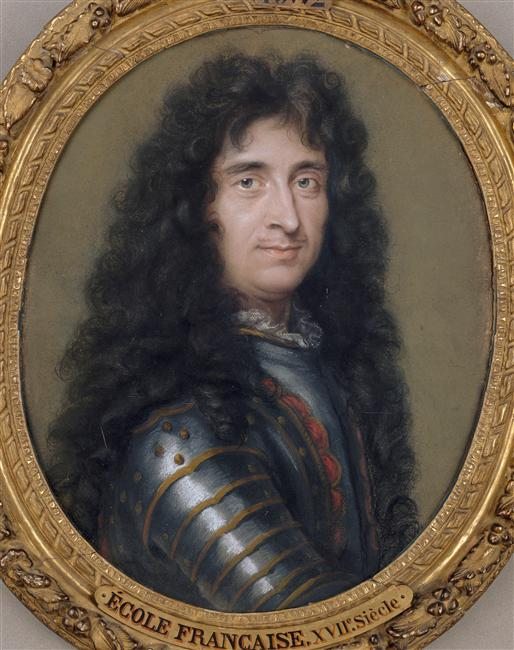
Jacques Henri de Durfort, Duras hercege

## Mainz visszafoglalása

### Az ellencsapás előkészítése
A francia támadás hírére I. Lipót császár birodalmi háborút (Reichskreig) hirdetett. 1689-ben Anglia, Savoya és a Holland Egyesült Tartományok csatlakoztak a Habsburgok által vezetett augsburgi ligához, ezzel megalakult a „Nagy Szövetség” (Große Allianz, Grand Alliance). A császár és a német fejedelmek 1689-re mintegy 100 000 főnyi haderőt vonultattak fel a Rajnához. Három hadtestet alakítottak: III. Frigyes brandenburgi választófejedelem (1657–1713) 30 000 katonával Kölnből indult a franciák ellen. A második, 40 000 főnyi hadtestet a török hadszíntérről visszarendelt Lotaringiai Károly herceg keze alá adták azzal a feladattal, hogy foglalja vissza Mainz erődjét. Ide osztották be a tábornaggyá kinevezett Maximilian von Starhemberg grófot, ezredével együtt. A 30 000 főnyi harmadik hadtest II. Miksa Emánuel bajor választófejedelem parancsnoksága alatt Heilbronn alatt gyülekezett, hogy a Svábföldet és a badeni területeket védelmezze.
A franciák a „felperzselt föld” taktikáját alkalmazták, az útjukba eső pfalzi és badeni városokat kirabolták, lerombolták és felégették. Lotaringiai Károly ezért Maximilian von Starhemberg grófot 1689 májusában néhány ezreddel Koblenz védelmére rendelte. Május 25-én, a teljes csapatösszevonás kitűzött határnapján maga Lotaringiai Károly is megérkezett a frankfurti gyülekezőhelyre, de ott csak a hesseni választófejedelem seregét, és néhány kisebb császári egységet talált. Sokan még hazájukban tartózkodtak. Hiányzott a beígért hadianyag és élelmiszer. A tábori ágyúkat a Haditanács még el sem indította Csehországból.

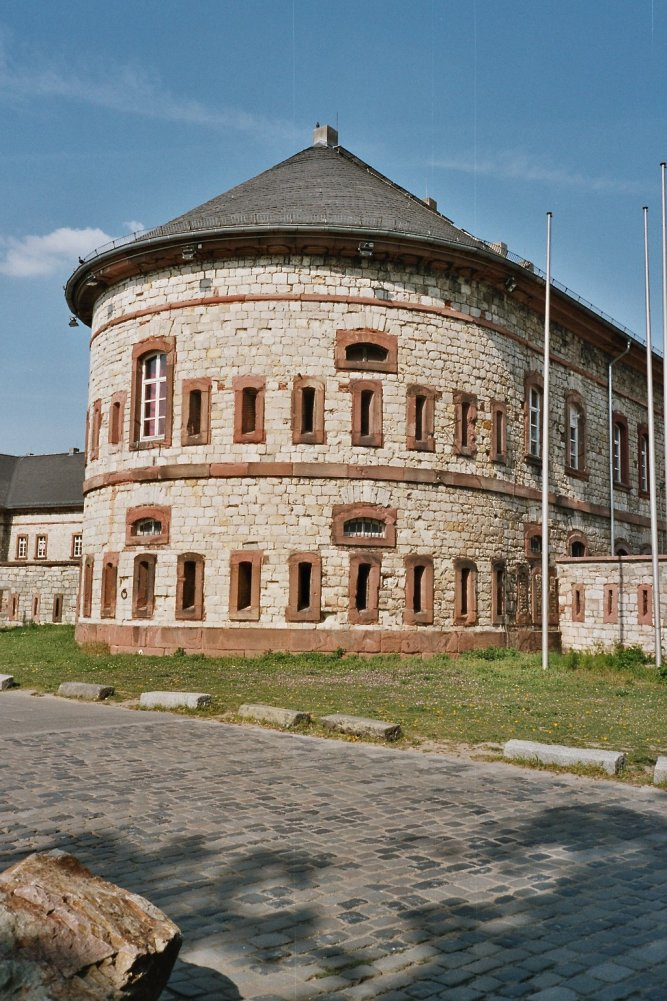
Mainz–Kastel erődítményei a Rajna jobb partján (mai állapot)

### Felvonulás a Rajnához
A franciák felkészülten várták a császáriak támadását. Minden vízi járművet elkoboztak. A Majna torkolatát Mainz alatt elsüllyesztett hajókkal zárták el, hogy a császáriak ne kaphassanak utánpótlást vízi úton. Az erőd védműveit jelentősen megerősítették. A francia Rajna-hadsereg főparancsnoka, Durfort marsall, Duras hercege (1625–1704) 30 000 emberével Mainz mellett táborozott, hogy megakadályozza a császáriak átkelését a Rajnán.
Lotaringiai Károly gyorsan intézkedett. A környező fejedelemségekben megszervezte az élelmiszer- és hadianyag-ellátást. Utasítására a Mosel és Lahn folyókon fellelhető összes hajót és csónakot Koblenzbe szállították, hogy megkezdjék egy rajnai hajóhíd felépítését. A hannoveri választófejedelem csapatait is odaküldte, a francia előrenyomulástól fenyegetett Starhemberg tábornagy támogatására. Nem várta meg a késlekedő német fejedelmek beérkezését, hanem már május 30-án Mainzba indult a rendelkezésére álló kevés csapattal. Június 1-jén a hesseni csapatokkal azonnal támadást intézett a Rajna (keleti) jobb partján létesített francia hídfőállások (Mainz–Kastel) ellen. A védők csak gyenge ellenállást tanúsítottak, a folyó hídján át visszavonultak a balparti főerődbe. Lotaringiai Károly leromboltatta a jobbparti sáncokat és az erődbe vezető hidat is, majd csapataival visszavonult a császári táborba. A következő napon két ezredet Koblenzbe küldött, hogy a hajóhíd elkészültével nyomban keljenek át a Rajnán, és egyesüljenek Maximilian von Starhemberg csapataival.
Június közepén megérkezett a táborba II. Miksa Emánuel bajor választófejedelem, aki inkább Philippsburg ostromát akarta elkezdeni, III. János György szász választófejedelem csapatainak igénybe vételével. Emiatt összetűzésbe került Lotaringiai Károllyal, aki Mainz visszavételét mindennél fontosabbnak tartotta, és erről végül Miksa Emánuelt is sikerült meggyőznie. Károly herceg haditerve szerint három ponton kell átkelniük a Rajnán, és Mainz alatt egyesülni. A bajoroknak Mannheim és Oppenheim között, a szászoknak és hessenieknek Bingennél, a császáriaknak Koblenznél kellett átkelniük. Ha a tervet végrehajtják, ezzel megosztják Duras herceg haderejét.
Június 15-re a császári csapatok nagy része összegyűlt. Lotaringiai Károly június 23-án érkezett Koblenzbe, itt a választófejedelem ünnepélyesen fogadta a főparancsnokot. A hajóhíd még mindig nem készült el, ezért Károly a meglévő kötélvontatású kompokat vette igénybe. A császáriak Koblenznél és Rüdesheim am Rheinnél átkeltek a Rajnán és egyesültek Miksa Emánuel hadtestével.

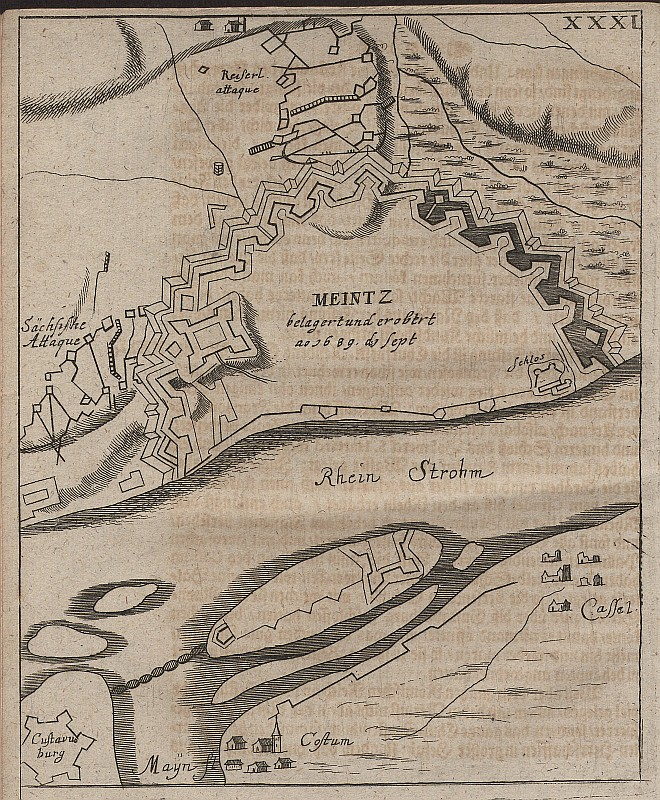
A mainzi erődrendszer

### Körülzárás
Június 25-én Lotaringiai Károly megállt Mayen városánál, azt a látszatot keltve, mintha hadjáratának célja a Mosel menti francia erőd, a Mont Royal lenne. A megtévesztett Duras marsall Mainzból kivont csapatokat indított a Mont Royal védelmére. Július 1-jén azonban Károly herceg csapataival Mainz felé fordult, és július 3-ára egész haderejével átkelt a Moselen. Amikor Duras marsall rájött tévedésére, némi erősítést visszaküldött Mainzba, de teljes haderejével továbbra sem vonult oda, mert a mainzi erődöt bevehetetlennek tartotta. Helyette a pfalzi Landauba vonult, az ottani erődépítés gyorsítására.
Lotaringiai Károly lovassága július 16-án, gyalogsága július 17-én ért Mainz alá. Ugyanezen a napon a császári haderő másik része a Weisenaunál elkészült hídon szintén átkelt a Rajnán, és gyors menetben igyekezett csatlakozni a bal parton felvonuló főerőkhöz. A Rajna jobb partján és a folyó szigetein biztosító egységeket hagytak hátra. Mainz környékén megszállták a kulcsfontosságú pontokat. Július 17-én megjöttek a gyalogsági egységek, újabb két nap múlva beérkeztek a szász és hesseni csapatok. Az ostrom megkezdését már csak Miksa bajor választó távolléte hátráltatta.
Azonnal megkezdték az ostromművek (circumvallatio) kiépítését annak ellenére, hogy Miksa bajor választófejedelem még a Felső-Rajnánál és a Fekete-erdőnél tartotta saját csapatait, nehogy távollétében a franciák megtámadják és felprédálják a Svábföldet és a Badeni Őrgrófságot. Lotaringiai Károly csak nagy nehézségek árán tudta meggyőzni vezértársát, aki július végén – Savoyai Jenő herceggel együtt – mégis Mainz alá vonult, a Fekete-erdő vidékén 8000 főnyi biztosítást hagyva hátra. Lotaringiai Károly a mainzi Szent Kereszt-templom mögött ütötte fel főhadiszállását, Miksa Emánuel a weisenaui magaslatokról irányította embereit, a hannoveri csapatok a mainzi Szent Mihály karthauzi kolostorban rendezkedtek be.
A mainzi védők tüze nagy veszteséget okozott az ostromműveket építő katonáknak. Augusztus 4-én maga Savoyai Jenő is megsebesült egy muskétalövéstől. A várbéli lovasság elszánt kitörésekkel igyekezett megzavarni a munkát, érzékeny veszteséget okozva az ostromra készülő csapatok között. Károly herceg 3000 embert rendelt az ostromsáncok építésére, 30 000 vesszőnyalábot hozatott, hogy ennek fedezékében dolgozhassanak. Közben III. Frigyes brandenburgi választófejedelem csapatai, münsteri segédcsapatokkal kiegészítve ostrom alá vették a franciák által megszállt Bonnt.

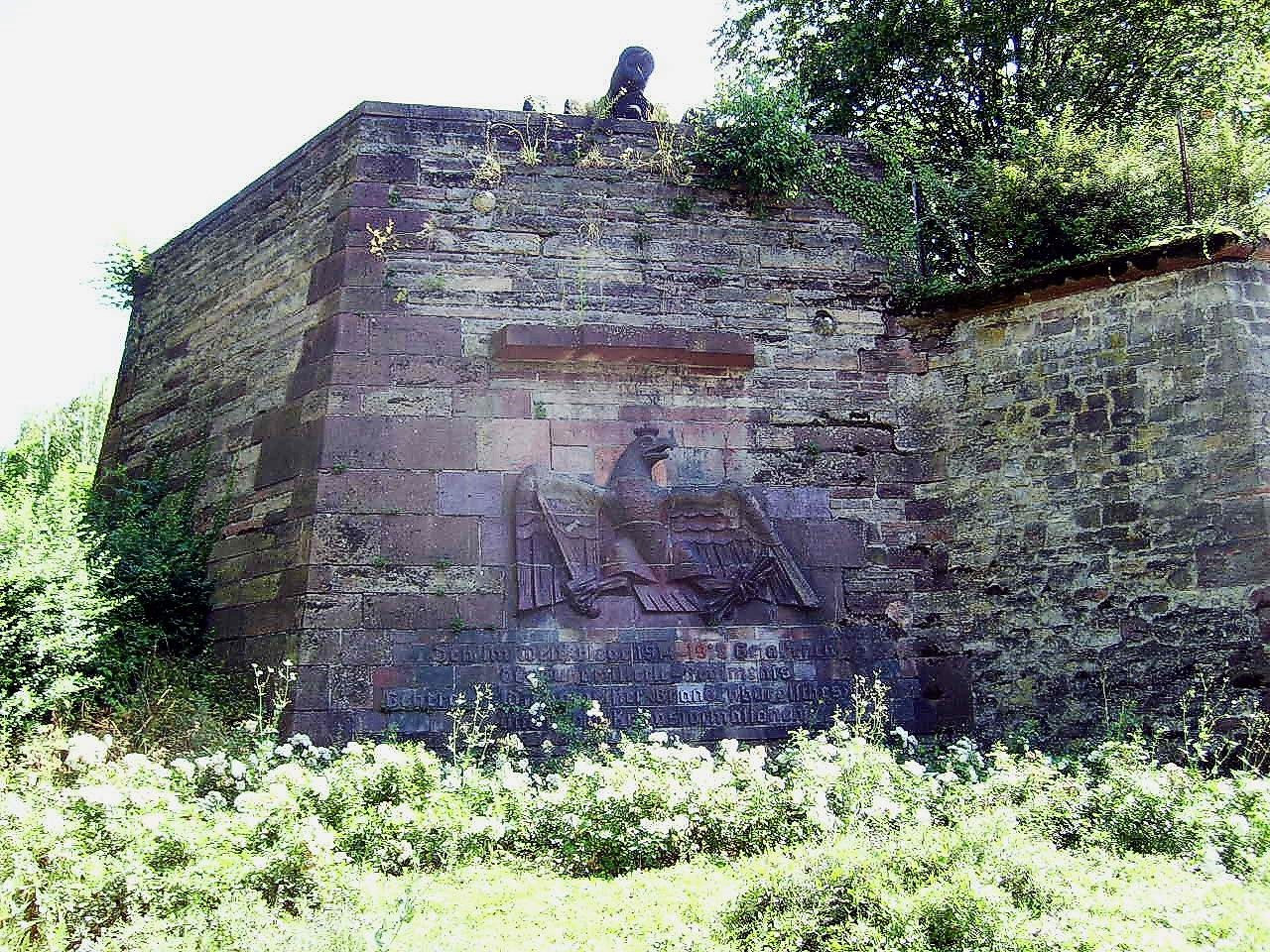
A mainzi József-erőd (Fort Josef) maradványai

### Az ostrom
Az erőd ostroma vontatottan haladt előre, a védők gyakori kitöréseik során újra és újra lerombolták a már elkészült ostromművek kisebb-nagyobb részét. Július 22-én a franciák nagyszabású kirohanást intéztek, a császáriak csak súlyos veszteségek árán tudták őket visszaverni. Frigyes Vilmos pfalzi herceget (1665–1689), Fülöp Vilmos pfalzi választófejedelem (1615–1690) egyik fiát, aki két fivérének kíséretében a futóárkok építését felügyelte, egy ágyúlövés megölte.
Augusztus 7-én Lotaringiai Károly hírt kapott, hogy Duras marsall csapatai két nappal korábban Philippsburg felé mozdultak el. Hamarosan kitűnt, hogy a franciák Heidelberg felé vonulnak. Károly Dünewald grófot 4000 emberrel délnek indította, Heidelberg védelmére.
A következő napon a császári ostromtüzérség (30 nehézágyú és 4 mozsár) megkezdte Mainz falainak rombolását. A legerősebben a „Bonifác” és az „Alexander” bástyákat támadták. A jól vezetett tűz még aznap estére megsemmisítette a védelem fő tüzérütegeit. Augusztus 9-én éjjel a franciák nagy erejű kirohanást intéztek, amit a szászok sikeresen visszavertek. Másnap, augusztus 10-én azonban a védők 800 emberrel ismét kiütöttek az ostromlókra, ezúttal a hesseniek szakaszán. Sikerült áttörniük a védővonalakat, és betemették a nehezen kiásott ostromárkok egy részét. Csak a sietve riasztott tartalék csapatok helyszínre érkezése után sikerült őket visszaűzni.
Délen Duras marsall romboló és gyújtogató hadserege visszafordult Philippsburg felé, így Lotaringiai Károly visszarendelhette Dünewald gróf hadtestét Heidelberg alól. Augusztus 16-án az ostromlók elérték a falak alatti védőárkot, a védők ekkor nagy erőkkel, 2000 katonával rajtuk ütöttek. Egy órán át tartó véres csata alakult ki, az ostromlók csak nagy nehézségek árán, messzebbről is odarendelt tartalékok bevetésével tudták elhárítani a veszélyt. Ezután két héten át változó intenzitással folyt az ostromművek építése és az erőd bástyáinak rombolása, amit megnehezítettek a védők rendszeressé vált kirohanásai.
Augusztus 30-án Duras marsall Philippsburgnál felmentő csapatokat vont össze, és hajóival átkelni készül a Rajnán. Lotaringiai Károly azonnali védelmi intézkedéseket tett, csapatokat küldött a folyó mentén felfelé, lánccal elzáratta a Rajnát és tüzérütegeket irányzott a folyóra. A védők kicsapásai, az aknarobbantások és az elrejtett csapdák (pl. szegekkel kivert, elásott fatörzsek) miatt az ostromművek építése keservesen haladt.

### Kapituláció
Szeptember 5-én azonban minden készen állt az ostromra. Lotaringiai Károly hírt kapott, hogy északról egy kisebb francia csapattest közeledik, dél felől pedig Duras marsall hadereje nyomul Mainz felé. Károly tanácskozott a választófejedelmekkel, és azonnali rohamot határoztak el. Szeptember 6-án-án minden ágyúból és muskétából össztüzet adtak le, majd 10 000 emberrel általános rohamot indítottak. A herceg utasítására a katonákat tisztjeik és tábornokaik személyesen vezették rohamra, hogy példájukkal bátorítsa embereiket. Maga Miksa Emánuel választófejedelem is az első vonalban állva vezette ezredét. Miksa Emánuel valamelyest gyorsabban haladhatott előre, mert Uxelles márki csapatainak zömét Lotaringiai Károly csapatai ellen küldte. A védők gyilkos tüze és az aknacsapdák robbanásai ellenére az ostromlóknak három órán át tartó véres küzdelemben sikerült elfoglalniuk a védműveket. E napon a császáriak 2000, a bajorok 1500 embert veszítettek. A szeptember 6-án lefolyt végső rohamban halálos sebet kapott Maximilian Lorenz von Starhemberg tábornagy, Ernst Rüdiger von Starhemberg öccse, Philippsburg korábbi parancsnoka is, aki szeptember 17-én belehalt sebesüléseibe. Savoyai Jenő másodszor is megsebesült. A harcok az erőd falainak romjain folytatódtak. Két nappal később, szeptember 8-án a védők parancsnoka, Nicolas Chalon du Blé, Uxelles és Cormatin márkija váratlanul fegyverszünetet kért, másnap tárgyalások kezdődtek a megadásról.
A hét héten át tartó nyílt harcok során a védőseregnek több mint 20 000 katonája veszett oda. Kifogytak a puskaporból és a muskéta-lőszerből. Uxelles márki kapitulációra kényszerült, Lotaringiai Károly tisztes elvonulást biztosított neki. Uxelles márki harcostársa, Durfort marsall, Duras márkija is elhagyta a feladott erődöt, és a pfalzi Landauba távozott. A vár bevétele után Lotaringiai Károly és Miksa bajor választófejedelem csapatai Bonn alá vonultak, Vilmos porosz választófejedelem megsegítésére. (Bonn védői október 12-ig állták az ostromot, aztán szabad elvonulás fejében ők is feladták a várost).

## Következmények
A franciákat sikerült kiszorítani az elfoglalt német területekről, de a pusztító háború még 4 éven át folyt tovább. A német államok területén folyó rajnai hadszíntéren nagyobb nyílt harctéri ütközetre már nem került sor. A Balkánon lekötött birodalmi haderő csak arra szorítkozhatott, hogy meggátolja a franciák mélyebb előrenyomulását Svábföld és Frankföld irányában, de a Rajna bal partján nem hajtott végre nagyobb támadó jellegű hadműveletet. A visszavonuló francia csapatok felprédálták az útjukba eső német vidékeket. A várak, városok megsemmisítése azt célozta, hogy a vidéken ne maradjanak védelmezhető támpontok, amelyek egy (tervezett) újabb francia hadjárat előrehaladását gátolhatnák. A megismételt rajnai francia hadjáratra a háború második szakaszában, 3 évvel később, 1692–93-ban került sor.